# Internet Exchange Point
Un Internet Exchange Point (IXP), o punto di interscambio, detto anche NAP (Network Access Point o Neutral Acces Point) è un'infrastruttura fisica che permette a diversi Internet Service Provider di scambiare traffico internet tra loro.
Interconnettendo i propri sistemi autonomi attraverso accordi di peering generalmente gratuiti, ciò permette agli ISP di risparmiare una parte della banda che comprano dai loro upstream provider, e di guadagnare in efficienza e in affidabilità.

## Funzione
Lo scopo principale di un IXP è di permettere alle reti degli ISP di interconnettersi fra di loro direttamente, attraverso il punto di interscambio, piuttosto che far passare il traffico attraverso uno o più provider esterni. I vantaggi sono i seguenti:
- Velocità: la connessione diretta fra due Autonomous System, senza passaggi intermedi, minimizza il tempo di latenza dei pacchetti nell'attraversarli.
- Efficienza: la diversificazione delle connessioni che un operatore Internet ha verso il resto degli ISP gli permette di evitare un single point of failure, ovvero un oscuramento da Internet qualora l'unico collegamento (quello con l'upstream provider) venisse meno, aumentando così la ridondanza dell'infrastruttura di rete.
- Costo: il costo globale di afferenza ad un IXP (inclusi i costi di setup del collegamento) è generalmente molto minore (per megabit per secondo di banda scambiata) rispetto al costo del transito Internet. Gli accordi di peering tra i partecipanti ad un punto di interscambio sono nella maggior parte dei casi effettuati a titolo gratuito.

## Struttura
L'infrastruttura tipica di un Internet Exchange consiste di uno o più switch (centri stella) ai quali vengono collegati i router dei diversi afferenti. Attraverso il protocollo BGP, i router stabiliscono dei peering che permettono agli ISP di scambiarsi il traffico Internet.
La tecnologia di switching più usata nei punti di interscambio è passata da ATM (molto in voga negli anni 1990) ad ethernet.

## Costi
I costi per il mantenimento in opera di un punto di interscambio (hardware, manutenzione, personale) vengono in genere sostenuti dagli afferenti sotto forma di un contributo di attivazione e di un costo mensile o annuale, basato sulle porte dello switch utilizzate o sulla banda consumata.
I punti di interscambio si dividono in:
- commerciali - la società che gestisce il punto di interscambio lo offre come servizio agli ISP, che ne diventano clienti;
- consortili - gli ISP si riuniscono in strutture associative tipo consorzi e partecipano alla gestione del punto di interscambio.

In Italia esistono delle aziende private, solitamente fornitrici di spazio web o server virtuali che possiedono delle strutture adatte a funzionare come NAP ma che però evitano di fornire questo tipo di servizio per logiche di mercato.

## Punti di interscambio nel mondo

### Africa
- Egitto
  - Cairo Internet eXchange (CR-IX)
- Ghana
  - Ghana Internet Exchange (GIX)
- Kenya
  - Kenya Internet Exchange
- Mozambico
  - Mozambique Internet Exchange (MOZ-IX) sito web
- Nigeria
  - Ibadan Internet Exchange (IBIX), Ibadan sito web
- Sudafrica
  - Cape Town Internet Exchange (CINX), Città del Capo
  - Johannesburg Internet Exchange (JINX), Johannesburg, sito web
  - The Hub Project, Città del Capo sito web
  - South African Internet Exchange (SAIX) SAIX Home Page
  - Grahamstown Internet Exchange (GINX), Grahamstown, sito web
- Tanzania
  - Tanzania Internet eXchange (TIX), Dar es Salaam, sito web
- Uganda
  - Uganda Internet Exchange Point (UiXP) sito web
- Zimbabwe
  - Zimbabwe Internet Exchange (ZINX) sito web

### Asia
- Cina
  - Shanghai City Exchange, Shanghai
  - Shanghai Internet Exchange Center, Shanghai
  - TerraMark
- Hong Kong
  - Hong Kong Internet Exchange (HKIX)
- Indonesia
  - National Inter Connection Exchange (NICE)
  - Indonesia Internet Exchange (IIX)
  - Napsindo International Internet Exchange (NAIIX)
- India
  - India Internet Exchange (IN-IX)
- Giappone
  - Japan Network Access Point (JPNAP)
  - JPNAP Osaka
  - JPNAP6
  - JPIX
  - Media Exchange (MEX)
  - DIX-IE
  - NSPIXP-6
- Corea del Sud
  - DACOM IX
  - KINX
  - Korean Internet Exchange (KIX)
- Malaysia
  - Asia Internet Exchange Network Access Point Malaysia (ARIX)
  - Kuala Lumpur Internet Exchange, Kuala Lumpur
- Pakistan
  - Karachi Network Access Point
- Filippine
  - Manila Internet Exchange, Manila
  - Philippines Internet Exchange (PHIX)
  - Philippine Common Routing Exchange (PHNET CORE)
- Singapore
  - Singapore Open Exchange (SOP)
- Thailandia
  - Thailand Internet Exchange Service (THIX)
  - ThaiSarn Public Internet Exchange (PIE)
- Taiwan
  - Taiwan Network Access Point (TNAP)
  - TWIX
- Vietnam
  - VP TELECOM
  - HANOITELECOM
  - SAIGONPOSTEL
  - FPT
  - VNPT
  - VIETEL

### Europa
- Austria
  - Vienna Internet Exchange (VIX), Vienna
- Belgio
  - Belgian National Internet Exchange (BNIX), Bruxelles
- Bulgaria
  - SIX
  - Varna Internet Exchange
- Croazia
  - Croatian Internet Exchange (CIX)
- Cipro
  - Cyprus Internet Exchange (CyIX)
- Repubblica Ceca
  - Neutral Internet Exchange of the Czech Republic (NIX.CZ), Praga
- Danimarca
  - Danish Internet Exchange Point (DIX), Kongens Lyngby
- Estonia
  - Tallinn Internet Exchange (TIX), Tallinn
- Finlandia
  - Finnish Communication and Internet Exchange (FICIX), Helsinki, Espoo
  - Tampere Region Exchange (TREX), Tampere
- Francia
  - France Internet Exchange (France-IX), Parigi, Sito ufficiale
  - EuroGIX, Alsazia
  - French National Internet Exchange IPv6 (FNIX6), Parigi
  - Grenoble Network Inititive (GNI), Grenoble
  - Lyon Internet Exchange (Lyonix), Lione
  - Marseille Internet eXchange (MAIX), Marsiglia
  - MAE Paris, Parigi
  - Mix Internet Exchange and Transit (MIXT)
  - Paris Internet Exchange (PARIX), Parigi
  - Paris Operators for Universal Internet Exchange (POUIX), Parigi
  - Service for French Internet Exchange (SFINX)
  - Free Internet Exchange (FreeIX)
- Germania
  - Berlin Commercial Internet Exchange (BCIX), Berlino
  - Deutscher Commercial Internet Exchange (DE-CIX), Sito ufficiale, Francoforte
  - European Commercial Internet Exchange (ECIX), Berlino / Düsseldorf
  - Frankfurt Internet Exchange (F-IX), Francoforte
  - Frankfurt Network Access Point (fraNAP), Francoforte
  - INXS Hamburg (INXS HBG), Amburgo
  - WorkIX Hamburg (WORKIX), Amburgo
  - INXS Munich (INXS MUC), Monaco
  - Kleyer Rebstöcker Internetexchange (KleyRex), Francoforte
  - MAE Frankfurt, Frankfurt
  - Metropolitan Area Network Darmstadt (MANDA), Darmstadt
  - Munich Commercial Internet Exchange (M-CIX), Monaco
  - Nürnberger Internet Exchange (N-IX), Norimberga
- Grecia
  - Athens Internet Exchange (AIX), Atene
- Ungheria
  - Budapest Internet Exchange (BIX), Budapest
- Islanda
  - Reykjavík Internet Exchange (RIX), Reykjavík
- Irlanda
  - Internet Neutral Exchange (INEX), Dublino
- Italia
  - Friuli Venezia Giulia Internet eXchange (FVG-IX), Udine
  - Genova Data Internet eXchange (Ge-DIX), Genova
  - Milan Internet eXchange (MIX), Milano
  - Southern Italy Internet Exchange (SIIX), Pomezia, Sito ufficiale
  - Milan Neutral Access Point (MINAP), Milano
  - Nautilus Mediterranean eXchange (NaMeX), Roma
  - NaMeX-B, Bari
  - Nap del Nord Est (VSIX), Padova
  - Open Hub Med (OHM), Palermo[1]
  - Sardegna Internet Exchange (SIX), Olbia
  - Sicily Hub (DE-CIX Palermo), Palermo[2]
  - Torino Piemonte Internet eXchange (TOP-IX), Torino
  - Tuscany Internet eXchange (TIX), Firenze
- Lettonia
  - Latvian Global Internet Exchange (GIX), Riga
  - Riga Internet Exchange (RIX), Riga
- Lussemburgo
  - Luxembourg Internet Exchange (LIX), Lussemburgo
  - Luxembourg Commercial Internet eXchange (LU-CIX), Lussemburgo
- Malta
  - Malta Internet Exchange (MIX Malta), Msida
- Paesi Bassi
  - Amsterdam Internet Exchange (AMS-IX), Amsterdam
  - Den Haag Internet Exchange (DH-IX), L'Aia
  - Groningen Internet Exchange (GN-IX), Groninga
  - Nederlands-Duitse Internet Exchange (NDIX), Enschede
- Norvegia
  - Norwegian Internet Exchange (NIX), Oslo
- Polonia
  - Warsaw Internet Exchange (WIX), Varsavia
- Portogallo
  - GIGA Portuguese Internet Exchange (GIGAPIX), Lisbona
- Romania
  - Bucharest Internet Exchange (BUHIX), Sito ufficiale, Bucarest
  - Romanian Network for Internet Exchange (RoNIX), Bucarest
  - Interlan Allied Networks Internet Exchange (Interlan TCP/IP), Bucarest
- Russia
  - Chelyabinsk Peering Point Ural
  - MPIX
  - Moscow Internet Exchange (MSK-IX), Mosca
  - NSK-IX
  - Samara Internet Exchange (Samara-IX)
  - Saint Petersburg Internet Exchange (SPB-IX), San Pietroburgo
  - Ural IX
- Slovacchia
  - Slovak Internet Exchange (SIX), Bratislava
- Spagna
  - Catalunya Neutral Internet Exchange (CATNIX), Barcellona
  - España Internet Exchange (ESPANIX), Madrid
  - Galicia Neutral Internet Exchange (GALNIX), Santiago di Compostela
- Svezia
  - Netnod Internet Exchange i Sverige (Netnod), Stoccolma
  - SOL-IX, Stoccolma
- Svizzera
  - CERN Internet Exchange Point (CIXP), Ginevra
  - Swiss Internet Exchange (SWISSIX), Zurigo
  - Telehouse Internet Exchange (TIX), Zurigo
- Turchia
  - Turkish Information Exchange (TURNET)
- Ucraina
  - Central Ukrainian Internet Exchange
  - Ukrainian Internet Exchange (UA.IX)
- Regno Unito
  - London Internet Exchange (LINX), Londra
  - London Internet Providers Exchange (LIPEX), Londra
  - London Network Access Point (LoNAP), Londra
  - Manchester Network Access Point (MaNAP), Manchester
  - Redbus Internet Exchange (RBIEX), London
  - Scottish Internet Exchange (SCOTIX), Edimburgo
  - Sovereign House Exchange (SovEx), Londra
  - XchangePoint, Londra

### Medio Oriente
- Israele
  - Israeli Internet Exchange (IIX)
- Emirati Arabi Uniti
  - Emirates Internet Exchange (EMIX)

### Oceania
- Australia
  - PIPE Networks, Brisbane, Sydney, Melbourne, Adelaide, Hobart, Canberra
  - AUSIX, Melbourne
  - Brisbane Internet Exchange (BIX), Brisbane
  - Lismore Internet Exchange (LIX), Lismore
  - MEL BONE, Melbourne (chiuso)
  - Melbourne NAPette, Melbourne
  - Newcastle Internet Exchange (NIX), Newcastle (chiuso)
  - South Australian Internet Exchange (SAIX), Adelaide
  - Sydney Internet Exchange (SIX), Sydney (chiuso)
  - Victorian Internet Exchange (VIX), Victoria
  - Western Australian Internet Exchange (WAIX), Perth
  - Wollongong Internet Exchange (WIX), Wollongong (chiuso)
- Nuova Zelanda
  - Wellington Internet Exchange (WIX), Wellington
  - Neutral New Zealand Internet Exchange (NZIX)
  - Auckland Peering Exchange (APE), Auckland

### Nord America
- Canada
  - Vancouver Internet Exchange (VANIX)
  - Toronto Internet Exchange (TorIX)
- USA
  - Switch and Data's Peering And Internet eXchanges (PAIX), Atlanta, Dallas, New York, Virginia Occidentale, Palo Alto, Filadelfia, San Jose, Seattle
  - MAE-East
  - MAE-West
  - MAE-Central
  - Equinix Internet Exchanges
  - AADS - SBC Communications Chicago NAP